# بازارچه علی بیک
بازارچه علی بیک مربوط به دوره صفوی تا دوره افشار است و در اردکان، خیابان میرداماد، کوی علی بیک واقع شده و این اثر در تاریخ ۱۸ اسفند ۱۳۸۷ با شمارهٔ ثبت ۲۵۳۵۱ به‌عنوان یکی از آثار ملی ایران به ثبت رسیده‌است.